# Marcel Callewaert
Marcel Callewaert (14 luglio 1939) è un ex copilota di rally francese.
Nella sua carriera ha vinto ben 16 rally, diventando una delle icone degli anni '70 nel Campionato Nazionale Francese di Rally, nel Campionato europeo rally, e infine nel Campionato del mondo rally. La maggior parte delle sue vittorie è arrivata su Alpine-Renault, con le varie evoluzioni della Alpine A110.

## Esordi
La carriera di Callewaert inizia nel 1966 all'età di 27 anni, quando a bordo di una SIMCA completa il Rally International du Limousin, guidando Claude Barbier al quattordicesimo posto finale. Seguirà poi un'esperienza con la Simca 1500, dove, con Bernard Tybou, non riusciranno purtroppo a completare l'evento. La sua ultima esperienza nel 1966 fu su una Triumph TR4, in coppia con Alain Carpentier nel Rally International du Touquet, con cui riuscirà a finire per la prima volta in Top 10.
Nel 1967 dopo queste prime esperienze si ritrova di nuovo a bordo di una SIMCA e con il suo primo compagno di squadra Barbier debutta nell'ERC (Campionato europeo rally), senza però terminare l'evento dovuto a un ritiro. Si ritrova poi con Bernard Tybou a bordo di una Honda S800, strappando un tredicesimo posto nel Rally National de la Cote Fleurie.

## La chiamata in Alpine
Dopo che si è dimostrato un ottimo copilota nelle sue prime esperienze, viene notato dalla Alpine, la quale aveva da poco inserito nel programma competizioni la A110 1100, e all'esordio con Gérard Larrousse finisce per la prima volta un Rally nella Top 5 con il quinto posto finale nel Rally International des Routes du Nord. La prima vittoria dell'equipaggio non tarda ad arrivare, con il primo posto nel Critérium International Alpin, e questa fu la prima di 5 vittorie consecutive nel Campionato Nazionale Francese. Intanto a livello tecnico Alpine aveva portato sulle strade la prima evoluzione della A110, che dalla 1100 passa alla Alpine A110 1440. La seconda apparizione di Callewaert nel ERC prospetta un ottimo risultato, vista la striscia di successi ottenuti, ma purtroppo anche in questo frangente la squadra è costretta al ritiro. Per chiudere la stagione 1967 Larrousse e Callewaert fronteggiano due palcoscenici di grandissimo rilievo, partecipando al Tour de Corse su A110 1100, con il sogno che si interrompe a causa del motore che cede, e il Rally Critérium des Cévennes a bordo della nuova Alpine A110 1600 conquistando l'iride e vincendo uno degli eventi più importanti del Campionato Francese.
Il 1968 fu un'annata particolarmente negativa, visti i numerosi problemi meccanici che colpirono la Alpine, però Marcel inizia ad acquisire esperienza anche su terreni nuovi, con le sue prime apparizioni al Internationale Tulpenrallye nei Paesi Bassi e nel Rallye Vltava in Repubblica Ceca. In questa occasione Callewaert fu navigatore di Jean Vinatier, dove riuscirono a vincere il Rally e Marcel conquistò così la sua prima vittoria a livello Europeo.
Dal 1969 inizierà la solidissima collaborazione con Jean-Luc Thérier, un pilota estremamente abile che Alpine chiamò durante questa annata per completare quello che fu uno dei team più forti dei primi anni '70. I due lavorano con grande sinergia e passione, e rimarrano amici anche dopo la fine delle loro rispettive carriere. La prima apparizione del duo fu al Rally di Monte Carlo a bordo di una Renault 8 Gordini, tappa valida per l'Europeo, con un quinto posto al loro primo evento insieme. Da qui si alternerà ad accompagnare Thérier e Vinatier, dove con il primo disputerà il Rally internazionale del Marocco, per poi confermarsi fisso in casa Alpine da quando Thérier firma il contratto. Torna a correre il Critérium du Cevennes, ma purtroppo devono arrendersi per colpa della rottura della guarnizione della testata del motore della A110 1600.
Il 1970 apre l'anno di svolta della carriera di Callewaert, con Alpine che si iscrive per il Campionato internazionale per Costruttori, il quale è il prototipo del odierno Campionato del mondo rally. Le aspettative adesso sono molto alte, e l'ambizione è quella di portare le "Berlinette" a dominare nel corso della stagione. A Montecarlo l'inizio di stagione è complicato per la coppia Thérier-Callewaert, i quali si ritireranno per colpa di un guasto alla trasmissione, e nel round successivo in Svezia, restano impatantati nella neve. La reazione però non tarda ad arrivare e la prima vittoria nel mondiale della coppia arriva al Rally di Sanremo (che all'epoca era Rally Sanremo-Sestriere), e ci sarà anche la conquista della Grecia, con la vittoria del Rally dell'Acropoli. Per la prima volta Marcel corse anche in Germania nel mondiale, come anche in Austria, Spagna e Regno Unito nell'ERC. Il 1970 fu la stagione più lunga e intensa della carriera di Callewaert.
Nel 1971 farà solo un'apparizione a Montecarlo ottenendo un secondo posto in coppia sempre con Thérier, mentre nel 1972 prende parte a 3 Rally alternandosi con Jacques Cheinisse, Jean-Pierre Nicolas e Thérier, ottenendo un sesto posto al Tour de Corse sull'ultima evoluzione della A110, la 1800 Gr.4, e con il suo grande amico Thérier vincono il Critérium des Cevennes, con una A110 1600 Turbo.
Il 1973 fu l'ultimo anno della carriera di Marcel come copilota, e con il neonato WRC Alpine vuole confermarsi la potenza da battere. La A110 1800 è perfetta e anche per la coppia Thérier-Callewaert i risultati non tardano ad arrivare, con un quinto posto a Montecarlo e due terzi posti in Svezia e al Tour de Corse.
Dopo aver ottenuto un podio nella sua gara di casa del Mondiale, Marcel Callewaert si ritira dal ruolo di copilota e lascia il mondo dei rally.

## Risultati nel mondiale rally

### ICM
- 1970[1][2] - Société Alpine Renault, Alpine Renault - Alpine-Renault A110 1300, Alpine-Renault A110 1600 - Ritirato al Rally di Monte Carlo, ritirato al Rally di Svezia, 1° al Rally di Sanremo, ritirato al Rally d'Austria, 1° al Rally dell'Acropoli, ritirato al Rally di Gran Bretagna
- 1971[1] - Alpine Renault - Alpine-Renault A110 1600 - 2° al Rally di Monte Carlo
- 1972[3] - Alpine-Renault A110 1600S - Ritirato al Rally internazionale del Marocco

### WRC
| 1973 | Scuderia                              | Vettura                  |   |   |  |  |  |  |  |  |  |  |  |  |   |  |  |  | Punti | Pos. |
| ---- | ------------------------------------- | ------------------------ | - | - |  |  |  |  |  |  |  |  |  |  | - |  |  |  | ----- | ---- |
| 1973 | Alpine Renault Société Alpine Renault | Alpine-Renault A110 1800 | 5 | 3 |  |  |  |  |  |  |  |  |  |  | 3 |  |  |  | [ 1 ] |      |

| Legenda | 1º posto | 2º posto | 3º posto | A punti | Senza punti | Ritirato | Squalificato | NP=Non partito C=Gara cancellata | Apice=Power stage |